# Линкеј (Афарејев син)
Линкеј (грч. Λυγκεύς) је у грчкој митологији био Афарејев син.

## Митологија
Био је син Афареја (или Посејдона) и Арене и Идин брат. Био је познат по својој оштрини вида и чак се причало да је могао да види испод земље. Учествовао је у походу Аргонаута и био један од ловаца на Калидонског вепра. Према једној причи, његов брат и он су се посвађали са Диоскурима када су ови отели њихове веренице Фебу и Хилеру. Наиме, на гозби код Диоскура, којој је присуствовао и Парис, Ида и Линкеј су исмевали Диоскуре што су узели Леукипове кћерке без уобичајених дарова, због чега су Диоскури њиховом оцу, Афареју, украли говеда како би их дали Леукипу. Након тога, сакрили су се у шупљи храст, али их је оштровиди Линкеј видео. Зато је зарио мач у кору дрвета и тако убио Кастора. Полидеук, жељан освете, гонио је Иду и Линкеја све до гроба свога оца, али су га они тамо погодили тешком надгробном плочом. И поред тога, успео је да убије Линкеја. Тако је Линкеј умро без потомства.